# 栋皮埃尔-莱塞格利斯
栋皮埃尔-莱塞格利斯（法語：Dompierre-les-Églises，法語發音：[dɔ̃pjɛʁ le.z‿eɡliz]）是法国新阿基坦大区上维埃纳省的一个市镇，属于贝拉克区。该市镇2009年时的人口为367人。

## 人口
栋皮埃尔-莱塞格利斯人口变化图示
| 数据来源：INSEE |